# Mildred Cram
Mildred Cram (Washington D. C., 17 de octubre de 1889-Santa Bárbara, 4 de abril de 1985) fue una escritora y guionista estadounidense.
Su cortometraje "Stranger Things" fue incluida en la colección O. Henry Award para 1921. Varias de sus historias y novelas se convirtieron en películas. También fue nominada, junto con Leo McCarey, para el Premio de la Academia al Mejor argumento por Tú y yo (1939).
Gerald Clarke escribió en la biografía Get Happy: The Life of Judy Garland que Cram fue la escritora favorita de Tyrone Power. Power presentó a Garland la novela de Cram's Forever, que Garland eventualmente podría "citar palabra por palabra".

## Filmografía
- Subway Sadie, de Alfred Santell (1926) (historia "Sadie of the Desert")
- Behind the Make-Up, de Robert Milton (1930) (historia "The Feeder")
- Esta edad moderna (This Modern Age), de Nick Grinde (1931) (historia "Girls Together")
- Amateur Daddy (1932) (novela Scotch Valley)
- Pecadores sin careta (Sinners in the Sun), de Alexander Hall (1932) (historia "The Beachcomber")
- Mujer infiel (Faithless), de Harry Beaumont (1932) (novela Tinfoil)
- Stars Over Broadway, de William Keighley (1935) (historia de "Thin Air")
- Mariners of the Sky (1936) (historia)
- La escuadrilla del Pacífico (Wings Over Honolulu), de H.C. Potter (1937) (historia)
- Tú y yo (Love Affair) , de Leo McCarey (1939) (historia)
- Dulce evocación (Beyond Tomorrow), A. Edward Sutherland (1940) (historia)
- Tú y yo (An Affair to Remember), de Leo McCarey (1957) (historia)
- Un asunto de amor (Love Affair), de Glenn Gordon Caron (1994) (historia)